# Jean Vaysse
Jean Vaysse   (Carmauç, 28 d'abril de 1900 - Albi, 17 d'octubre de 1974) va ser un jugador de rugbi a 15 francès que va competir durant les dècades de 1920 i 1930.
El 1924 va ser seleccionat per jugar amb la selecció de França de rugbi a 15 que va prendre part en els Jocs Olímpics de París, on guanyà la medalla de plata.
Pel que fa a clubs, jugà al Sporting Club Albigeois entre 1922 i 1931.